# O, vad fröjd, han lever, vår Immanuel
O, vad fröjd, han lever, vår Immanuel är en sång med text från 1887 av Sven Johan Ögrim och musik från 1916 av Gunnar Petersén. I en äldre sångbok sjöngs sången på samma melodi som Sköna maj, välkommen.

## Publicerad i
- Nya Stridssånger 1889 som nr 44 (utan angivande av melodi)
- Hjärtesånger 1895 som nr 67 under rubriken "Jesu uppståndelse och himmelsfärd".
- Musik till Frälsningsarméns sångbok 1907 som nr 412
- Frälsningsarméns sångbok 1929 som nr 528 under rubriken "Högtider och särskilda tillfällen - Påsk".
- Musik till Frälsningsarméns sångbok 1930 som nr 528
- Frälsningsarméns sångbok 1968 som nr 627 under rubriken "Påsk".
- Frälsningsarméns sångbok 1990 som nr 740 under rubriken "Påsk".